# Zweischeibenpanzer
Der Zweischeibenpanzer (Typ Alfedana), auch Picenische Scheibenrüstung oder Herzpanzer ist eine Rüstung aus Italien.

## Beschreibung
Der Zweischeibenpanzer besteht aus Bronze. Er besteht aus zwei gleich großen Scheiben die einem Schild ähnlich sind. Sie haben einen Durchmesser von 19,7 cm. Die Schilde besitzen eine eiserne Unterfütterung sowie eine Einfassung aus Eisen. Die Mitte beider Schilder sind oft mit einer Abbildung eines Fabeltiers, oder mit dicken Nieten ausgeschmückt, das lange Beine und einen Kopf in Entenform besitzt. Die Platten wurden mit einem ledernen Schultergurt über der Schulter und am Rumpf befestigt. Zu der Rüstung gehört auch ein Halsschutz aus Bronze, der einen Durchmesser von etwa 18,4 cm hat. Diese Rüstungsart wurde von den Bergvölkern Mittelitaliens im Kampf gegen Rom benutzt und war extrem selten.